# Flyball

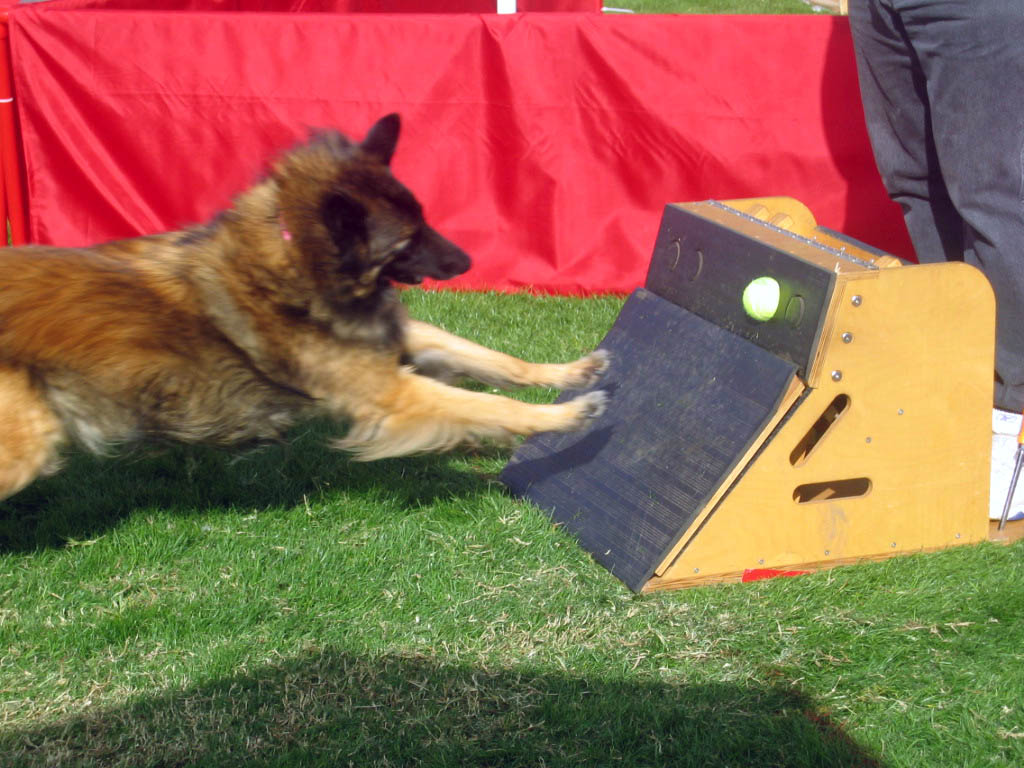
Belgisk vallhund vid flyball-box.

Flyball är en hundsport som är stor i bland annat Nordamerika och Japan.
Flyball tävlas i lag à fyra hundar. Varje lag har en bana med fyra hopphinder och en flyball-box där det är meningen att hunden ska trampa på en platta och fånga en boll. Varje hund i laget ska på kortast möjliga tid ta sig över alla fyra hinder, fånga bollen och hoppa tillbaka över hindren, utan att föraren följer med. När en hund är klar startar nästa. 
Världsrekordet för ett lag är 15,36 sekunder och innehas av laget "Spring Loaded" från USA.
Flyball är inte en officiell gren i Sverige. Det finns dock hundklubbar runt om i landet som håller kurser i sporten.